# ساموئل سارگسیان (مکانیک)
ساموئل هوهانسی سارگسیان (ارمنی: Սամվել Հովհաննեսի Սարգսյան؛  زادهٔ ۵ دسامبر ۱۹۴۴) یک مکانیک اهل ارمنستان است.

## زندگی‌نامه
در ۵ دسامبر ۱۹۴۴ در لنیناکان به دنیا آمد و از دانشگاه دولتی ایروان (۱۹۶۷) فارغ‌التحصیل شد. وی عضو مکاتبه‌ای فرهنگستان ملی علوم ارمنستان (۲۰۰۶) می‌باشد. وی همچنین برنده دانشمند شایسته جمهوری ارمنستان شده است.

## یادداشت
1. ↑  ֆիզիկամաթեմատիկական գիտությունների դոկտոր